# Contea di Newton (Georgia)
La contea di Newton (in inglese Newton County) è una contea dello Stato della Georgia, negli Stati Uniti. La popolazione al censimento del 2000 era di 62 001 abitanti. Il capoluogo di contea è Covington.